# Jacqueline Fahey

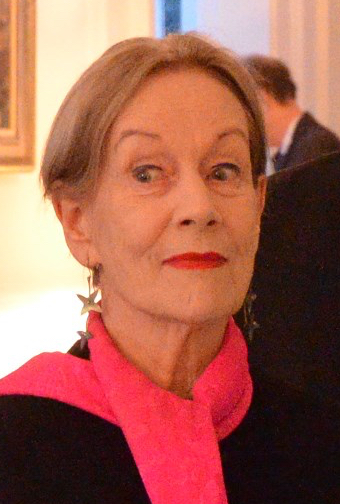
Jacqueline Fahey (2013)

 Jacqueline Mary Fahey  ONZM (* 1929 in Timaru, Neuseeland) ist eine neuseeländische Malerin und Hochschullehrerin. Sie ist für ihre Gemälde häuslicher Themen und des Vorstadtlebens bekannt und war eine der ersten neuseeländischen Künstlerinnen, die aus der Perspektive einer Frau arbeitete.

## Leben und Werk

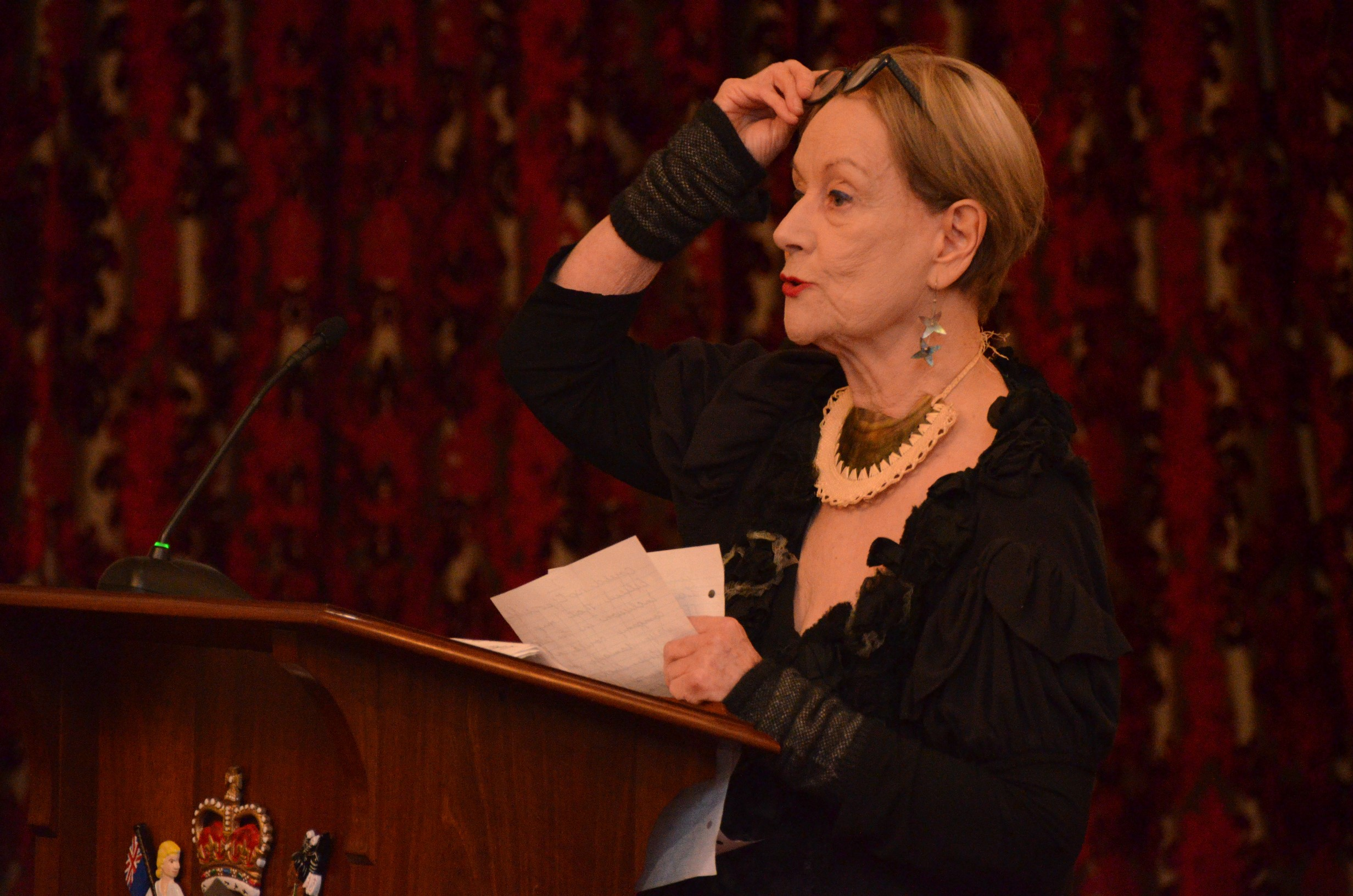
Jacqueline Fahey spricht nach der Verleihung ihres Icon Awards

Fahey begann 1946 ihre Ausbildung als Malerin mit sechzehn Jahren an der Canterbury College School of Art, wo sie von Russell Clark, Bill Sutton und Colin Lovell-Smith unterrichtet wurde. Während dieser Zeit freundete sie sich mit Mitgliedern des Künstlerkollektivs von Christchurch, The Group, Rita Angus und Doris Lusk an.
Fahey schloss 1951 ihr Studium in Bildender Kunst ab und zog in diesem Jahr nach Wellington, wo sie den Psychiater Fraser McDonald (1924–1991) kennenlernte und heiratete. Sie lebte mit ihrem Ehemann Mitte der 1950er Jahre in Porirua.
1952 hatte sie ihre erste Ausstellung in Wellington. Sie lebte mit ihrem Ehemann viele Jahre auf dem Gelände der von ihrem Mann betreuten psychiatrischen Krankenhäuser. Dort malte Fahey 1959 die Serie Suburban Neurosis, einige der ersten feministischen Kunstwerke, die in diesem Land geschaffen wurden. Sie war maßgeblich an der Förderung weiblicher gleichaltriger Künstler beteiligt, indem sie mit Rita Angus die erste aktiv „geschlechtergerechte“ Ausstellung organisierte, die 1964 in der Centre Gallery in Wellington stattfand. Die Ausstellung präsentierte gleichermaßen weibliche und männliche Künstler und war mit ziemlicher Sicherheit die erste bewusst „geschlechtergerechte“ Ausstellung in Neuseeland.  Von 1962 bis 1966 stellte sie mit den Modernists im Architectural Centre in Wellington aus. Anschließend zog sie mit ihrem Mann nach Auckland und bekam kurz hintereinander drei Töchter.
1980 reiste sie mit einem QEII Arts Council Award nach New York City, um Malerei zu studieren. In den 1990er Jahren unterrichtete sie Malerei an der Elam School of Fine Arts der University of Auckland.
Sie stellte im Laufe ihrer Karriere in zahlreichen Einzel- und Gruppenausstellungen aus. 1985 wurde sie ausgewählt Neuseeland bei der Sydney Perspecta zu vertreten. Zwei ihrer Gemälde wurden 2007 in der Ausstellung WACK! Art and the Feminist Revolution im Museum of Contemporary Art, Los Angeles gezeigt.
Neben der Malerei veröffentlichte sie einen Roman und zwei Bände mit Memoiren. 1997 wurde sie für ihre Verdienste um die Kunst zum Officer of New Zealand Merit (ONZM) ernannt und 2013 mit dem Arts Foundation Icon Award ausgezeichnet, der höchsten Auszeichnung der Organisation, die einem Kreis von zwanzig lebenden Künstlern vorbehalten ist.

## Auszeichnungen (Auswahl)
- 1980: QEII Arts Council Award
- 1997: Officer of New Zealand Merit (ONZM)[6]
- 2013: Arts Foundation Icon Award

## Ausstellungen (Auswahl)
- 1973: Victoria University of Wellington
- 1974: John Leech Galleries, Auckland
- 1978: Barry Lett Galleries, Auckland
- 1983: RKS Art, Auckland
- 1983: Galerie Legard, Wellington
- 1983: Auckland Art Gallery, Artist in Focus
- 1983: Jacqueline Fahey Some Paintings
- 1988: Brooker Gallery, Wellington
- 2017: Where my eye leads, Te Uru Waitakere Contemporary Gallery, Auckland
- 2018: Jacqueline Fahey: Say Something!, Christchurch Art Gallery Te Puna o Waiwhetu
- 2019: Jacqueline Fahey's Suburbanites, New Zealand Portrait Gallery Te Pūkenga Whakaata, Wellington
- 2021: Against The Void, Gow Langsford Gallery
- 2022: THE CLOUD, AUCKLAND WATERFRONT, Aotearoa Art Fair 2022
- 2023: Manifesto!, Auckland City

## Sammlungen
- Sammlung Angela Morton, Takapuna-Bibliothek
- Auckland War Memorial Museum Tāmaki Paenga Hira
- Auckland Art Gallery Toi o Tāmaki
- Christchurch Art Gallery Te Puna o Waiwhetū
- Universität Auckland
- Hocken-Sammlungen Uare Taoka o Hākena
- Museum von Neuseeland Te Papa Tongarewa

## Veröffentlichungen
- Something for the Birds. Auckland University Press, 2006, ISBN 1-86940-355-X.
- Before I Forget. 2012, ISBN 978-1-86940-581-6.